# الرابطة الفرنسية لحقوق الإنسان

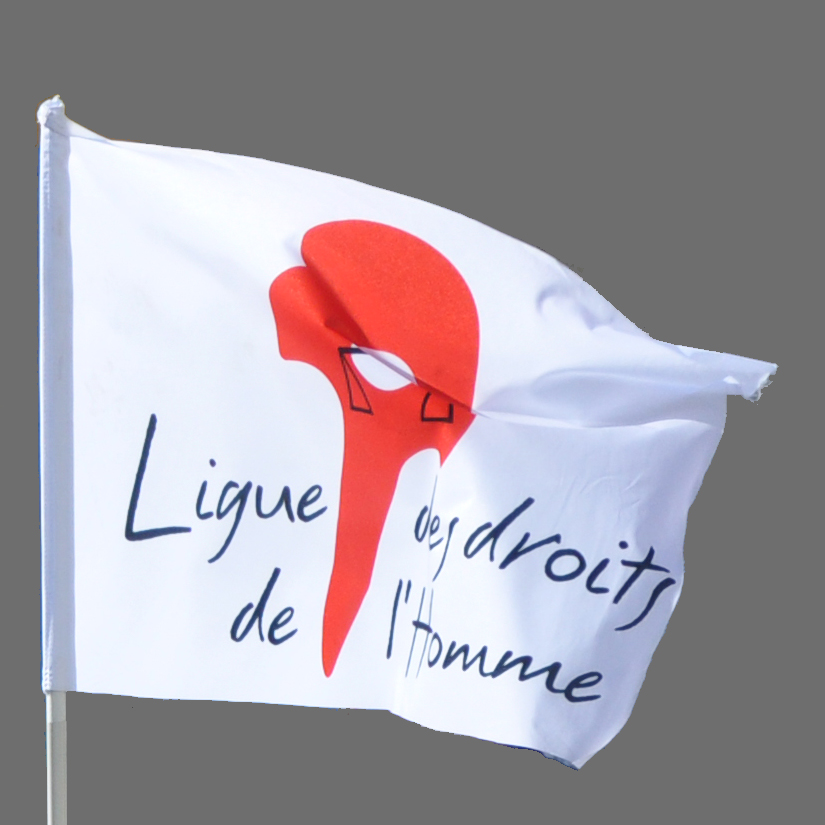
علم

الرابطة الفرنسية للدفاع عن حقوق الإنسان والمواطن هي جمعية فرنسية تهدف إلى الحفاظ والدفاع عن حقوق الإنسان في مختلف مجالات الحياة العامة. وهي مؤسس وعضو في الجامعة الدولية لحقوق الإنسان. وقد تأسست في إطار تداعيات قضية دريفوس وسجلت رسميا يوم 4 جوان 1898 قبل التصويت على قانون الجمعيات الفرنسي الصادر عام 1901. وكانت في بداياتها تهتم فقط بالحقوق الاجتماعية.

## تاريخها
أول من ترأسها السياسي الفرنسي ذي التوجه الجمهوري لودفيك ترفيو (Ludovic Trarieux) وقد استقال من رئاستها في 19 أكتوبر 1903 ليعوضه فرانسيس دي بريسنتي (Francis de Pressensé) وقد أعطاها توجها جديدا للدفاع عن النقابيين وخاصة منهم المشتغلين بالوظيفة العمومية بما أدى عام 1909 إلى استقالة عدد كبير من أعضائها. فيما بين 1913 و1926 ترأسها فرديناند بويسون (Ferdinand Buisson) الحائز على جائزة نوبل للسلام عام 1927. ومن أشهر قيادييها بعد ذلك فيليسيان شالاي (Félicien Challaye) الذي كان مناهضا للاستعمار وربط علاقات متينة مع عدد من الوطنيين ومن بينهم التونسيين وكان صديقا للحبيب بورقيبة. إلا أنه مال خلال الحرب العالمية الثانية إلى نظام فيشي في حين حظرت الرابطة عام 1940 ولم تعد للنشاط إلا بعد التحرير. وقد لعبت بعد ذلك دورا مناهضا للاستعمار وخاصة في الجزائر والهند الصينية.

## أرقام
كانت الرابطة الفرنسية لحقوق الإنسان جماهيرية حتى أنها كانت تعد 90 ألف منخرط عام 1909، وفي عام 1932 بلغ عدد منخرطيها 170 ألف. أما في عام 2004 فقد بلغ عددهم 7478 منخرطا فقط، يتوزعون على 309 فرعا و57 جامعة أو فيدرالية.

## تواريخ
- 1900: نددت بالصحف المعادية للسامية.
- 1903: دعمت قانون الفصل بين الكنيسة والدولة.
- 1904: طالبت خلال مؤتمرها الأول المنعقد بباريس بإلغاء عقوبة الإعدام.
- 1906: طالب مؤتمرها بمجانية التعليم بمختلف مستوياته.
- 1915: كاتبها العام يطالب بالحقوق الاقتصادية والاجتماعية.
- 1926: خلال مؤتمرها المنعقد بماتز (Metz) الرابطة تطالب بحقوق الأجانب: حق الشغل والحماية.
- 1928: طالبت بنزع التسلح وبالسلام.
- 1933: المطالبة بحرية التعبير.
- 1954: الاحتجاج على منع التظاهر بمناسبة غرة ماي.
- 1960: احتجت الرابطة على إقامة محتشدات بالجزائر.
- 1967: احتجت على مد فرنسا لنظام الميز العنصري بجنوب إفريقيا بالسلاح.

## رؤساؤها
ترأس الرابطة الفرنسية لحقوق الإنسان منذ تأسيسها إلى الآن 14 رئيسا من بينهم:
- لودوفيك ترافيو (Ludovic Trarieux) (1898-1903).
- فرنسيس دي بريسنسي (Francis de Pressensé) 1913-1914.
- فرديناند بويسون (Ferdinand Buisson) (1914-1926
- بول لنجفان (Paul Langevin) 1944-1946
- دانيال مير (Daniel Mayer) 1958-1975.
- جون بيار دوبوا (Jean-Pierre Dubois) منذ 2005.

## وصلات خارجية
http://www.ldh-france.org/ الموقع الرسمي للرابطة